# Beatriz Pascual
Beatriz Pascual Rodríguez (née le 9 mai 1982 à Viladecans, Barcelone) est une athlète espagnole, spécialiste de la marche.

## Résultats
| Date | Compétition                    | Lieu                        | Résultat | Épreuve       | Marque          |
| ---- | ------------------------------ | --------------------------- | -------- | ------------- | --------------- |
| 1999 | Championnats du monde jeunesse | Bydgoszcz                   | 11e      | 5 000 m       | 24 min 32 s 10  |
| 2000 | Coupe d'Europe                 | Eisenhüttenstadt            | 6e       | 10 km marche  | 46 min 44 s     |
| 2000 | Championnats du monde juniors  | Santiago du Chili           | 6e       | 10 km marche  | 47 min 14 s 79  |
| 2002 | Coupe du monde                 | Turin                       | 19e      | 20 km marche  | 1 h 34 min 28 s |
| 2002 | Championnats d'Europe          | Munich                      | 12e      | 20 km marche  | 1 h 32 min 38 s |
| 2004 | Coupe du monde                 | Naumburg                    | 18e      | 20 km marche  | 1 h 30 min 22 s |
| 2005 | Jeux méditerranéens            | Almeria                     | 3e       | 20 km marche  | 1 h 36 min 27 s |
| 2006 | Championnats d'Europe          | Göteborg                    | 20e      | 20 km marche  | 1 h 36 min 03 s |
| 2007 | Championnats du monde          | Osaka                       | 13e      | 20 km marche  | 1 h 35 min 13 s |
| 2008 | Coupe du monde                 | Tcheboksary                 | 25e      | 20 km marche  | 1 h 33 min 55 s |
| 2008 | Jeux olympiques                | Pékin                       | 6e       | 20 km marche  | 1 h 27 min 44 s |
| 2009 | Coupe d'Europe                 | Metz                        | 6e       | 20 km marche  | 1 h 35 min 28 s |
| 2009 | Coupe d'Europe                 | Metz                        | 2e       | Par équipes   | 18 pts          |
| 2009 | Championnats du monde          | Berlin                      | 6e       | 20 km 0marche | 1 h 30 min 40 s |
| 2010 | Coupe du monde                 | Chihuahua                   | 11e      | 20 km marche  | 1 h 36 min 08 s |
| 2010 | Championnats d'Europe          | Barcelone                   | 4e       | 20 km marche  | 1 h 29 min 52 s |
| 2011 | Championnats du monde          | Daegu                       | 9e       | 20 km marche  | 1 h 31 min 46 s |
| 2012 | Coupe du monde                 | Saransk                     | 5e       | 20 km marche  | 1 h 30 min 46 s |
| 2012 | Jeux olympiques                | Londres                     | 7e       | 20 km marche  | 1 h 27 min 56 s |
| 2012 | Challenge mondial de marche    | Challenge mondial de marche | 2e       | 20 km marche  | 32 pts          |
| 2013 | Coupe d'Europe                 | Dudince                     | 9e       | 20 km marche  | 1 h 32 min 53 s |
| 2013 | Coupe d'Europe                 | Dudince                     | 3e       | Par équipes   | 39 pts          |
| 2013 | Championnats du monde          | Moscou                      | 6e       | 20 km marche  | 1 h 29 min 00 s |
| 2014 | Coupe du monde                 | Taicang                     | 21e      | 20 km marche  | 1 h 29 min 22 s |
| 2014 | Championnats d'Europe          | Zurich                      | 8e       | 20 km marche  | 1 h 29 min 02 s |
| 2016 | Jeux olympiques                | Rio de Janeiro              | 8e       | 20 km marche  | 1 h 30 min 24 s |

## Records
| Épreuve      | Performance     | Lieu  | Date         |
| ------------ | --------------- | ----- | ------------ |
| 20 km marche | 1 h 27 min 44 s | Pékin | 21 août 2008 |